# John Greaves (Musiker)

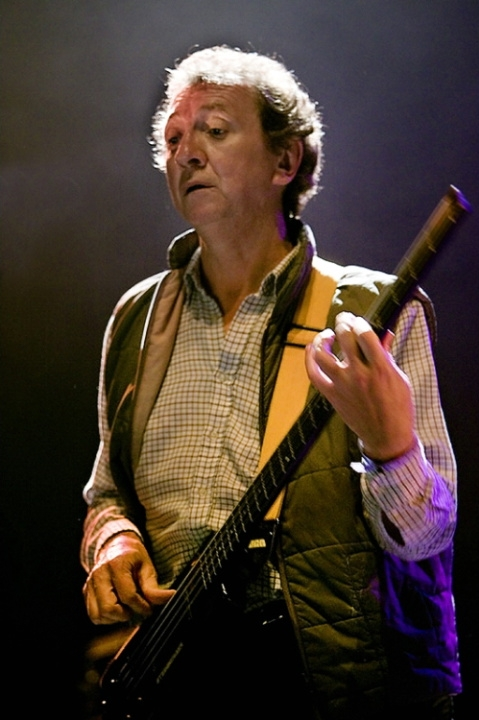
John Greaves (2007 auf einem RIO-Festival in Südfrankreich)

John Greaves (* 23. Februar 1950 in Prestatyn, Wales) ist ein britischer Musiker (Bassgitarre, Piano, Gesang), der vor allem durch seine Zeit bei der Artrock-Band  Henry Cow und seine Zusammenarbeit mit Peter Blegvad bekannt wurde. Er war auch Mitglied von National Health. Er hat mehrere Soloalben veröffentlicht, insbesondere Accident (1982), Parrot Fashions (1984), The Caretaker (2001) and Greaves Verlaine (2008).

## Leben und Wirken
Greaves wuchs in Wrexham im Nordwesten von Wales auf. Im Alter von 12 Jahren erhielt er von seinem Vater, der eine walisische Tanzband leitete, eine Bassgitarre. Als Jugendlicher spielte er im Orchester seines Vaters. Ab 1968 besuchte er Pembroke College; 1971 beendete er mit einem Master seine Studien in Englischer Literatur an der Cambridge University. Während seines Studiums wurde er 1969 Mitglied von Henry Cow, wo er bis 1976 blieb. Mit Peter Blegvad und der Sängerin Lisa Herman gründete er dann in New York Kew. Rhone. Dann kehrte er nach England zurück, wo er im Theater als Musiker und Schauspieler arbeitete. 1978 wurde er Mitglied von National Health und blieb bis zur Auflösung bei dieser Band. Von 1977 bis 1988 spielte er auch mit Elton Dean, Pip Pyle und Mark Hewins in der Formation Soft Heap. In dieser Zeit begann er mit seinen Soloprojekten, trat aber auch mit dem Penguin Cafe Orchestra und der Michael Nyman Band auf. In weiteren eigenen Projekten arbeitete er mit Sophia Domancich, François Ovide und Paul Rogers. Auf seinem Album Songs waren auch Robert Wyatt, Susan Belling, Kristoffer Blegvad und Caroline Loeb beteiligt. Neben seinem elektrischen Trio Roxongs hat er ein akustisches Trio Jazzsongs mit Sophia Domancich und Vincent Courtois gegründet, das 2003 das Album The Trouble with Happiness vorlegte. Mit Élise Caron folgte das Album Chansons (2004). Er hat auch Gedichte von Paul Verlaine vertont (Greaves Verlaine, 2008). Mit Hélène Labarrière gründete er das Projekt Dedicated to You bzw. Dondestan, das Songs von Robert Wyatt mit Karen Mantler, Dominique Pifarély, Sylvain Kassap, Jacques Mahieux und weiteren Musikern interpretiert. Gemeinsam mit Annie Barbazza war er zentral an der Neuinterpretation von Robert Wyatts Rock Bottom durch das North Sea Radio Orchestra beteiligt, das 2019 beim Rock in Opposition Festival in Lyon und im Cafe Oto in London vorgestellt wurde.

## Diskographische Hinweise
- 1976 – John Greaves / Peter Blegvad / Lisa Herman: Kew. Rhone. (Virgin)
- 1982 – Accident (Europa)
- 1984 – Parrot Fashions (Europa)
- 1991 – La petite bouteille de linge (La Lichère)
- 1995 – Songs (Resurgence)
- 2000 – On the Street Where You Live (Blueprint, mit  Marcel Ballot und Patrice Meyer)
- 2001 – The Caretaker (Blueprint)
- 2003 – The Trouble with Happiness (Harmonia Mundi)
- 2004 – Chansons (Harmonia Mundi)
- 2005 – Tambien 1–7 (Resurgence)
- 2008 – Greaves Verlaine (ZigZag Territoires/Harmonia Mundi)
- 2018 – Life Size (Manticore Records)
- 2023 – John Greves & Annie Barbazza: Earthly Powers (Dark Companion)